# Sainte-Foy (Vendée)
Sainte-Foy település Franciaországban, Vendée megyében. Lakosainak száma 2592 fő (2022. január 1.). Sainte-Foy Saint-Mathurin, Grosbreuil, Talmont-Saint-Hilaire, Les Sables-d’Olonne és Les Achards községekkel határos.

## Népesség
A település népessége az elmúlt években az alábbi módon változott:
| Lakosok száma | 1874 | 2017 | 2155 | 2215 | 2315 | 2378 | 2422 | 2465 | 2592 |
|               | 2013 | 2015 | 2016 | 2017 | 2018 | 2019 | 2020 | 2021 | 2022 |